# Paul George
Paul Clifton Anthony George (Palmdale, 2 maggio 1990) è un cestista statunitense che gioca nel ruolo di ala piccola o guardia per i Philadelphia 76ers.

## Caratteristiche tecniche
George è un giocatore estremamente versatile in grado di giocare 2-3 ruoli diversi sul parquet. Ottimo difensore, dotato di fisico slanciato, braccia lunghe e grande reattività; può marcare le ali più pericolose sul perimetro e fornire contemporaneamente anche grande aiuto a rimbalzo ai lunghi. È decisivo in attacco grazie alla sua abilità dall'arco e in penetrazione

## Carriera

### Indiana Pacers (2010–2017)
Si rende eleggibile al Draft NBA 2010, dove viene selezionato dagli Indiana Pacers con la decima scelta assoluta. Il primo anno nella NBA per lui non si rivela esaltante, tenendo di media 7,8 punti con 3,7 rimbalzi a partita in 20,7 minuti giocati.
Il 24 febbraio 2012, partecipa all'NBA Rising Stars Challenge nel team di Charles Barkley giocando titolare; mette a segno 23 punti che contribuiscono alla vittoria sul team di Shaquille O'Neal per 146-133. Il giorno successivo prende parte allo Slam Dunk Contest, vinto però da Jeremy Evans. Conclude il suo secondo anno con 12,1 punti, 5,6 rimbalzi e 2,4 assist a partita, riuscendo a portare la squadra alla post-season. Ai playoffs, dopo aver eliminato per 4-1 gli Orlando Magic (privi della stella Dwight Howard) al primo turno, vengono eliminati in rimonta per 4-2 dai Miami Heat di LeBron James alle semifinali di conference.
Il 21 novembre 2012 mette a segno il suo career-high di punti, mettendone a segno 37 contro i New Orleans Pelicans. Il 16 febbraio 2013, prende parte al Three-Point Contest, uscendo al primo turno con solo 10 centri. Il giorno successivo, prende parte al suo primo NBA All-Star Game, mettendo a referto 17 punti in 20 minuti giocati. Conclude la Regular Season con 17,4 punti, 4,1 assist e 7,6 rimbalzi di media con il 42% dal campo e il 36,2% da oltre l'arco. Queste medie, oltre a portare gli Indiana Pacers al terzo posto nella eastern conference (dietro i Miami Heat e i New York Knicks), gli permettono di vincere il titolo di NBA Most Improved Player Award. Il 21 aprile 2013, in occasione della prima gara dei play-off, contro gli Atlanta Hawks, realizza una tripla doppia da 23 punti, 11 rimbalzi e 10 assist. Nonostante le sue eccellenti prestazioni non riesce a portare gli Indiana Pacers alle Finals NBA, venendo eliminati alle Finali di Conference dai Miami Heat per 4-3.

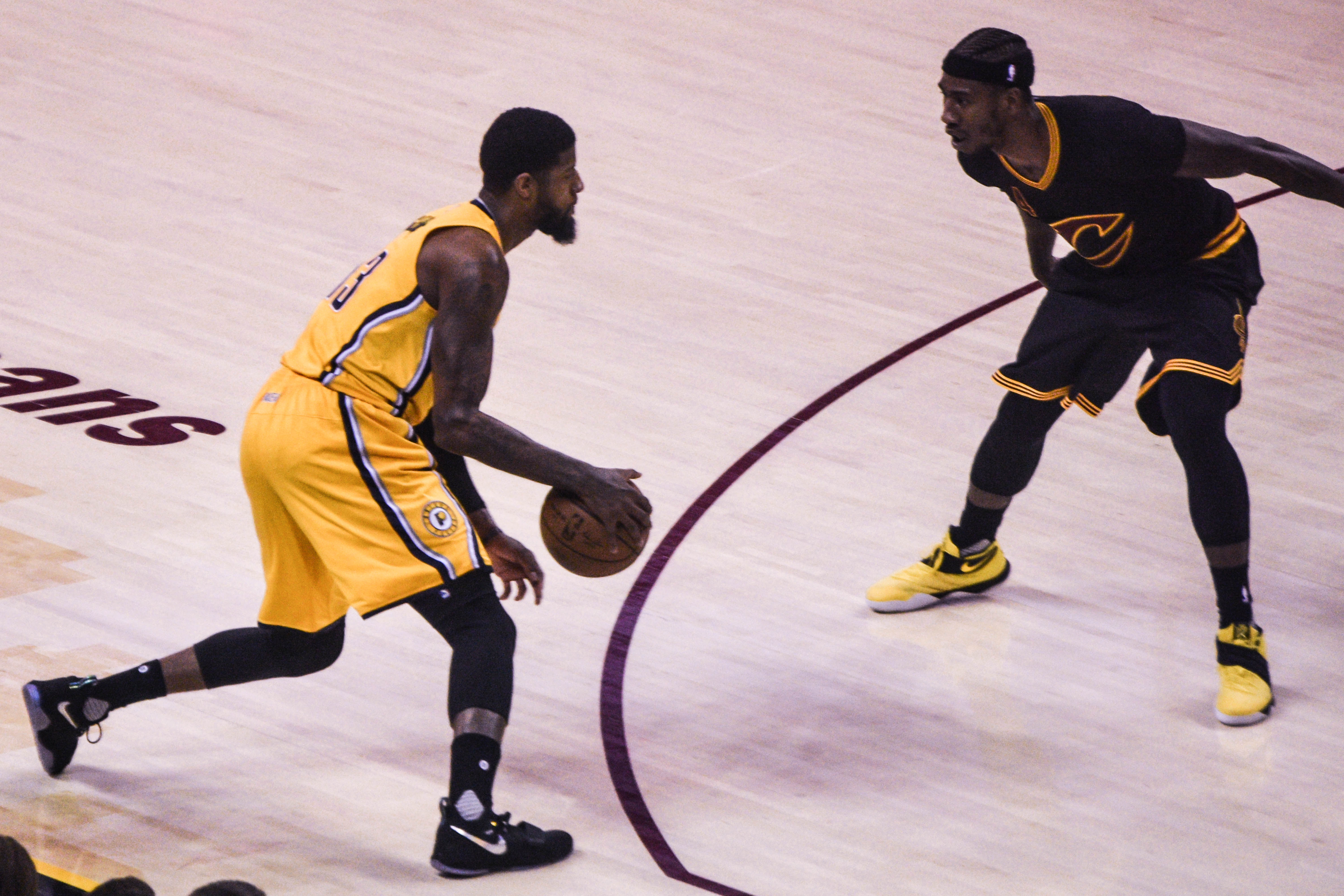
Paul George contro Iman Shumpert.

Il 15 febbraio 2014 prende parte allo Slam Dunk Contest nella squadra della Eastern Conference con John Wall e Terrence Ross. La squadra vincerà la gara battendo la squadra della Western Conference formata da Damian Lillard, Harrison Barnes e Ben McLemore. Il 1º agosto 2014, durante una partita di preparazione per il campionato mondiale maschile di pallacanestro 2014 con la nazionale statunitense, si procura la frattura di tibia e perone della gamba destra. Il tempo per un completo recupero è stato stimato in 9-12 mesi. Dopo questo lungo infortunio, fa il suo ritorno in campo il 5 aprile 2015 contro i Miami Heat segnando 13 punti. Conclude la stagione con 8.8 punti di media in 13 minuti.
Il 5 dicembre 2015 segna il suo career-high con 48 punti nella sconfitta contro gli Utah Jazz. George a registrare altre partite sopra i 30 punti, venendo selezionato per la gara delle stelle (All-Star Game) come titolare. Paul segna 41 punti e stabilisce il record di triple in questa competizione (9 su 19 tentate). Nonostante questo il team East perderà e l'MVP andrà a Russell Westbrook . I suoi Pacers riescono ad accedere alla post season con la testa di serie numero 7, perdendo al primo turno contro i talentuosi Toronto Raptors di Kyle Lowry e DeMar DeRozan in una combattutissima serie di 7 gare.
Per la stagione 2016-17 i Pacers si rafforzano con diversi acquisti, ma non riescono ad andare oltre il settimo posto, che riserva al primo turno i Cleveland Cavaliers di LeBron James, campioni uscenti, venendo eliminati in quattro partite.

### Oklahoma City Thunder (2017–2019)

#### Stagione 2017–2018
Il 30 giugno 2017, solo poche ore prima dell'inizio della free agency 2017, e dopo essere stato accostato a numerose squadre (tra cui Cavaliers, Celtics, Lakers e Rockets) George viene ceduto agli Oklahoma City Thunder in cambio di Victor Oladipo e Domantas Sabonis. Disputa un'ottima stagione da dietro l'arco dei 3 punti (40% di media, massimo in carriera), tanto da ottenere l'invito a partecipare alla gara del tiro da tre punti dell'All Star Game, a cui partecipa anche come riserva del Team LeBron. Conclude la stagione con 21,9 punti, 5,7 rimbalzi e 3,3 assist a partita. I Thunder chiudono la regular season al quarto posto dell'affollatissima Western Conference, affrontando nei Playoff gli Utah Jazz del rookie Donovan Mitchell. La serie si rivela molto combattuta, ma sono i Jazz a prevalere in sei gare.
In estate George diventa free agent. Nonostante il forte interesse dei Los Angeles Lakers, squadra della sua città d'origine e per cui aveva sempre espresso il desiderio di giocare, decide di rimanere ai Thunder, senza nemmeno incontrarsi con i rappresentanti della squadra californiana. George firma un contratto di quattro anni a 137 milioni di dollari, con opzione del giocatore sul quarto anno.

#### Stagione 2018–2019
George disputa un'eccellente stagione, migliorando in ogni categoria principale e imponendosi come uno dei migliori giocatori della lega in attacco e in difesa e venendo quindi selezionato come titolare per l'All Star Game di Charlotte. Durante l'anno migliora anche il suo career-high per triple realizzate in una partita, mettendone a referto 10 contro i Miami Heat. il 12 febbraio 2019 realizza una tripla doppia da 47 punti, 12 rimbalzi e 10 assist che consentono ai Thunder di battere i Portland Trail Blazers per 120-111. Il 23 febbraio invece segna 45 punti nella vittoria al doppio overtime per 148-147 contro gli Utah Jazz. Queste prestazioni gli valgono il premio di giocatore del mese vinto in febbraio. Nei playoffs però la squadra esce al primo turno contro Portland in 5 gare con Damian Lillard che in gara-5 segna da 3 punti nonostante la marcatura di George (che a fine partita ha definito un brutto tiro). La sua seconda stagione è migliore rispetto alla prima, tanto da venire candidato al premio di MVP, che però perde in favore di Giannīs Antetokounmpo. Con 2,2 palle rubate a partita ha tenuto la media migliore della lega.

### Los Angeles Clippers (2019–2024)
Nella notte tra il 5 ed il 6 luglio 2019, i Los Angeles Clippers cedono ai Thunder Shai Gilgeous-Alexander, Danilo Gallinari, quattro scelte future al primo giro non protette, una scelta futura al primo giro protetta e due opzioni di swap picks in cambio di George, che qualche giorno prima aveva richiesto ai Thunder di essere scambiato. Paul George si unisce quindi ai Clippers assieme all'MVP delle Finals, Kawhi Leonard, che aveva richiesto esplicitamente George prima della sua firma con i losangelini.

### Philadelphia 76ers (2024–presente)
Il 6 luglio 2024, George firma con i Philadelphia 76ers da free-agent. Visto che entrambi i suoi numeri usati in carriera, 24 e 13, sono ritirati dalla franchigia, George decide di usare il numero 8 come tributo al nativo di Philadelphia Kobe Bryant.

## Statistiche
| * | Primo nella lega |

### NCAA
| Anno      | Squadra             | PG | PT | MP   | TC%  | 3P%  | TL%  | RP  | AP  | PRP | SP  | PP   |
| --------- | ------------------- | -- | -- | ---- | ---- | ---- | ---- | --- | --- | --- | --- | ---- |
| 2008-2009 | Fresno St. Bulldogs | 34 | 34 | 34,6 | 47,0 | 44,7 | 69,7 | 6,2 | 1,9 | 1,7 | 1,0 | 14,3 |
| 2009-2010 | Fresno St. Bulldogs | 29 | 29 | 33,2 | 42,4 | 35,3 | 90,9 | 7,2 | 3,0 | 2,2 | 0,8 | 16,8 |
| Carriera  | Carriera            | 63 | 63 | 33,9 | 44,7 | 39,6 | 80,3 | 6,7 | 2,4 | 2,0 | 0,9 | 15,5 |

#### Massimi in carriera
- Massimo di punti: 30 vs New Mexico State (11 febbraio 2010)[22]
- Massimo di rimbalzi: 11 (2 volte)
- Massimo di assist: 7 vs California State-Bakersfield (23 febbraio 2010)
- Massimo di palle rubate: 6 (2 volte)
- Massimo di stoppate: 3 (2 volte)
- Massimo di minuti giocati: 42 vs Utah State (31 gennaio 2009)

### NBA

#### Regular Season
| Anno      | Squadra            | PG  | PT  | MP   | TC%  | 3P%  | TL%  | RP  | AP  | PRP  | SP  | PP   |
| --------- | ------------------ | --- | --- | ---- | ---- | ---- | ---- | --- | --- | ---- | --- | ---- |
| 2010-2011 | Indiana Pacers     | 61  | 19  | 20,7 | 45,3 | 29,7 | 76,2 | 3,7 | 1,1 | 1,0  | 0,4 | 7,8  |
| 2011-2012 | Indiana Pacers     | 66  | 66  | 29,7 | 44,0 | 38,5 | 80,2 | 5,6 | 2,4 | 1,6  | 0,6 | 12,1 |
| 2012-2013 | Indiana Pacers     | 79  | 79  | 37,6 | 41,9 | 36,2 | 80,7 | 7,6 | 4,1 | 1,8  | 0,6 | 17,4 |
| 2013-2014 | Indiana Pacers     | 80  | 80  | 36,2 | 42,4 | 36,4 | 86,4 | 6,8 | 3,5 | 1,9  | 0,3 | 21,7 |
| 2014-2015 | Indiana Pacers     | 6   | 0   | 15,2 | 36,7 | 40,9 | 72,7 | 3,7 | 1,0 | 0,8  | 0,2 | 8,8  |
| 2015-2016 | Indiana Pacers     | 81  | 81  | 34,8 | 41,8 | 37,2 | 86,0 | 7,0 | 4,1 | 1,9  | 0,4 | 23,1 |
| 2016-2017 | Indiana Pacers     | 75  | 75  | 35,9 | 46,1 | 39,4 | 89,8 | 6,6 | 3,3 | 1,6  | 0,4 | 23,7 |
| 2017-2018 | Oklahoma Thunder   | 79  | 79  | 36,6 | 43,0 | 40,1 | 82,2 | 5,7 | 3,3 | 2,0  | 0,5 | 21,9 |
| 2018-2019 | Oklahoma Thunder   | 77  | 77  | 36,9 | 43,8 | 38,6 | 83,9 | 8,2 | 4,1 | 2,2* | 0,4 | 28,0 |
| 2019-2020 | L.A. Clippers      | 48  | 48  | 29,6 | 43,9 | 41,2 | 87,6 | 5,2 | 3,9 | 1,4  | 0,4 | 21,5 |
| 2020-2021 | L.A. Clippers      | 54  | 54  | 33,7 | 46,7 | 41,1 | 86,8 | 6,6 | 5,2 | 1,1  | 0,4 | 23,3 |
| 2021-2022 | L.A. Clippers      | 31  | 31  | 34,8 | 42,1 | 35,4 | 85,8 | 6,9 | 5,7 | 2,2  | 0,4 | 24,3 |
| 2022-2023 | L.A. Clippers      | 56  | 56  | 34,6 | 45,7 | 37,1 | 87,1 | 6,1 | 5,1 | 1,5  | 0,4 | 23,8 |
| 2023-2024 | L.A. Clippers      | 74  | 74  | 33,8 | 47,1 | 41,3 | 90,7 | 5,2 | 3,5 | 1,5  | 0,5 | 22,6 |
| 2024-2025 | Philadelphia 76ers | 41  | 41  | 32,5 | 43,0 | 35,8 | 81,4 | 5,3 | 4,3 | 1,8  | 0,5 | 16,2 |
| Carriera  | Carriera           | 908 | 860 | 33,6 | 44,0 | 38,3 | 85,3 | 6,3 | 3,7 | 1,7  | 0,4 | 20,6 |
| All-Star  | All-Star           | 8   | 3   | 24,8 | 49,2 | 37,3 | 100  | 3,6 | 3,1 | 1,4  | 0,1 | 18,6 |

#### Play-off
| Anno     | Squadra          | PG  | PT  | MP    | TC%  | 3P%  | TL%  | RP  | AP  | PRP | SP  | PP   |
| -------- | ---------------- | --- | --- | ----- | ---- | ---- | ---- | --- | --- | --- | --- | ---- |
| 2011     | Indiana Pacers   | 5   | 5   | 26,6  | 30,3 | 23,1 | 87,5 | 5,0 | 1,0 | 1,4 | 2,0 | 6,0  |
| 2012     | Indiana Pacers   | 11  | 11  | 33,7  | 38,9 | 26,8 | 78,6 | 6,6 | 2,4 | 1,6 | 0,4 | 9,7  |
| 2013     | Indiana Pacers   | 19  | 19  | 41,0  | 43,0 | 32,7 | 72,7 | 7,4 | 5,1 | 1,3 | 0,5 | 19,2 |
| 2014     | Indiana Pacers   | 19  | 19  | 41,1  | 43,8 | 40,3 | 78,9 | 7,6 | 3,8 | 2,2 | 0,4 | 22,6 |
| 2016     | Indiana Pacers   | 7   | 7   | 39,3  | 45,5 | 41,9 | 95,3 | 7,6 | 4,3 | 2,0 | 0,7 | 27,3 |
| 2017     | Indiana Pacers   | 4   | 4   | 42,9* | 38,6 | 42,9 | 86,7 | 8,8 | 7,3 | 1,8 | 0,5 | 28,0 |
| 2018     | Oklahoma Thunder | 6   | 6   | 41,9  | 40,8 | 36,5 | 86,1 | 6,0 | 2,7 | 1,3 | 0,7 | 24,7 |
| 2019     | Oklahoma Thunder | 5   | 5   | 40,8* | 43,6 | 36,1 | 81,6 | 8,6 | 3,6 | 1,4 | 0,2 | 28,6 |
| 2020     | L.A. Clippers    | 13  | 13  | 36,8  | 39,8 | 33,3 | 90,9 | 6,1 | 3,8 | 1,5 | 0,5 | 20,2 |
| 2021     | L.A. Clippers    | 19  | 19  | 40,8  | 44,1 | 33,6 | 84,4 | 9,6 | 5,4 | 1,0 | 0,5 | 26,9 |
| 2024     | L.A. Clippers    | 6   | 6   | 37,0  | 41,1 | 36,7 | 84,0 | 6,8 | 4,8 | 1,2 | 0,5 | 19,5 |
| Carriera | Carriera         | 114 | 114 | 39,0  | 42,3 | 35,2 | 82,6 | 7,5 | 4,1 | 1,5 | 0,5 | 21,2 |

#### Massimi in carriera
- Massimo di punti: 48 vs Utah Jazz (6 dicembre 2015)[23]
- Massimo di rimbalzi: 17 vs Sacramento Kings (3 novembre 2012)
- Massimo di assist: 12 (5 volte)
- Massimo di palle rubate: 8 vs Portland Trail Blazers (25 ottobre 2021)
- Massimo di stoppate: 4 (4 volte)
- Massimo di minuti giocati: 50 vs Utah Jazz (22 febbraio 2019)

## Palmarès
- NBA All-Rookie Second Team (2011)
- NBA Most Improved Player Award (2013)
- NBA All-Star Game: 9

2013, 2014, 2016, 2017, 2018, 2019, 2021, 2023, 2024
- NBA All-Defensive Team: 4

First Team: 2014, 2019
Second Team: 2013, 2016
- All-NBA Team : 6

First Team: 2019
Third Team: 2013, 2014, 2016, 2018, 2021 (record)
- Migliore giocatore per palle rubate nella stagione NBA: (2019)
- Quarantaseiesimo miglior giocatore per palle rubate di sempre NBA